# 1389 Onnie
1389 Onnie је астероид главног астероидног појаса чија средња удаљеност од Сунца износи 2,866 астрономских јединица (АЈ).
Апсолутна магнитуда астероида је 11,64 а геометријски албедо 0,131.